# Мажучиште
Мажучиште (мкд. Мажучиште) је насеље у Северној Македонији, у јужном делу државе. Мажучиште припада општини Прилеп.

## Географија
Насеље Мажучиште је смештено у јужном делу Северне Македоније. Од најближег већег града, Прилепа, насеље је удаљено 8 km северозападно.
Мажучиште се налази у северном делу Пелагоније, највеће висоравни Северне Македоније. Насељски атар је махом равничарски, без већих водотока, док се западно од насеља издиже планина Трескавац. Надморска висина насеља је приближно 660 метара.
Клима у насељу је континентална.

## Становништво
По попису становништва из 2002. године, Мажучиште је имало 346 становника.
Претежно становништво у насељу су етнички Македонци (99%).
Већинска вероисповест у насељу је православље.